# 조선대학교 부속중학교
조선대학교 부속중학교(朝鮮大學校 附屬中學校)는 광주광역시 동구 서석동에 있는 사립 중학교이다.

## 학교 연혁
- 1946년 9월 29일 : 조선대학교 개교
- 1947년 7월 25일 : 조선대학교 부속중학교 설립(조선대학원부속중학원)
- 1948년 7월 31일 : 조선대학교 부속중학교 개교(6년제 48학급)
- 1950년 5월 19일 : 4년제 48학급으로 개편
- 1951년 8월 31일 : 중학교 3년제 학제 변경(주간 15학급, 야간 9학급)
- 1977년 2월 26일 : 조대부중 구 교사에서 현 교사로 이전
- 2021년 3월 2일 : 학교폭력예방 선도학교(또래상담) 선정
- 2021년 3월 2일 : 문화예술교육 활성화 선도학교 선정
- 2023년 3월 2일 : 인공지능(AI)교육 선도학교 선정
- 2024년 3월 1일 : 제24대 교장 박충훈 선생 취임
- 2025년 1월 7일 : 제76회 101명 졸업(총 36,263명)
- 2025년 3월 4일 : 신입생 119명 입학

## 참고 자료
- 조선대학교 부속중학교 - 한국교육학술정보원 학교알리미